# Santanaraptor placidus
Santanaraptor placidus és una espècie de dinosaure teròpode que va viure en el que actualment és Amèrica del Sud durant l'Albià o Aptià del Cretaci inferior, fa uns 108 milions d'anys. Es coneix a partir d'un espècimen jove parcial recuperat amb teixit tou mineralitzat, que va ser desenterrat l'any 1996 de la formació de Santana del nord-est del Brasil. Tot i que conegut principalment a partir d'elements del quart posterior, l'individu representat pel fòssil podria haver arribat als 1,25 metres de longitud. En un principi es va pensar que Santanaraptor era el primer possible tiranosauroïdeu de Gondwana, però actualment se'l classifica com un celurosaure basal.